# Renée Dwyer
Renée Dwyer je literarni lik, ki nastopa v seriji Somrak. Je mati Belle Swan.

## Življenje prej
Renée se je z Bellinim očetom Charliejem Swanom poročila malo po končanem kolidžu in kmalu sta dobila Bello. Potem pa se je Renée skupaj z Bello preselila v Phoenix (prej so vsi trije živeli v mestecu, po imenu Forks).

## Pojavi

### Somrak
V Somraku se je Bella pri sedemnajstih odselila od mame k Charlieju, saj se je njena mama znova poročila. V Forksu spozna privlačnega in vljudnega Edwarda Cullena, vendar niti najmanj ne sluti, da je Edward vampir.

### Mlada luna
V Mladi luni Edward Bello pusti ravno na njen osemnajsti rojstni dan, zaradi česar je Bella čisto potrta, Charlieju pa se Edward zelo zameri. Zato pa ima toliko raje Bellinega novega prijatelja, Jacoba Blacka, ki je tudi sin njegovega prijatelja Billyja.
Edward se na koncu vrne k Belli.

### Mrk
V Mrku Edward še naprej prihaja k njim domov, saj hodi z Bello. Charlieju in Renée se dozdeva, da imata skrivnost, kar je res. Na koncu Bella in Edward sklenita, da jima jo lahko zaupata.

### Jutranja zarja
V zadnjem delu serije Somrak Bella in Edward Charlieja in Renée takoj presenetita z novico, da se bosta poročila. Charlie se s tem sicer ne strinja, ovira pa ju tudi ne, saj je prepričan, da bo za to že še poskrbela Renée, ki je zelo proti (pre)hitrim porokam. Vendar na njegovo razočaranje Bellina mama reagira prav v redu, saj poroko še podpira! Bella in Edward se torej poročita, Bella pa na medenih tednih zboli za neko boleznijo. Ko ozdravi, ga o tem obvesti Jacob Black, ki pa Charlieja popolnoma zmede s tem, da se spremeni v volka. Tako Charlie izve, da je Jacob volkodlak. Izve pa tudi, da se je Bella zelo spremenila in da sta z Edwardom... posvojila deklico, po imenu Renesmee Carlie Cullen, ki je pravzaprav Edwardova nečakinja.

## Film
V filmu Somrak je Renée Dwyer upodobila ameriška televizijska in filmska igralka Sarah Clarke.